# Hugo Ballin

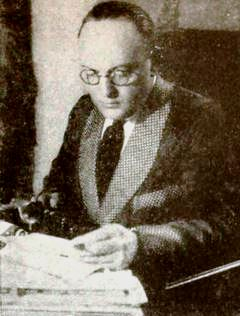
Hugo Ballin, auf Seite 115 der Zeitschrift Photoplay vom April 1922

Hugo Ballin (* 7. März 1879 in New York; † 27. November 1956 in Santa Monica, Kalifornien) war ein US-amerikanischer Maler, Wandmaler, Schriftsteller und Filmregisseur. Im Laufe seiner Karriere schuf er zahlreiche Wandgemälde und war in der Filmindustrie tätig.

## Leben

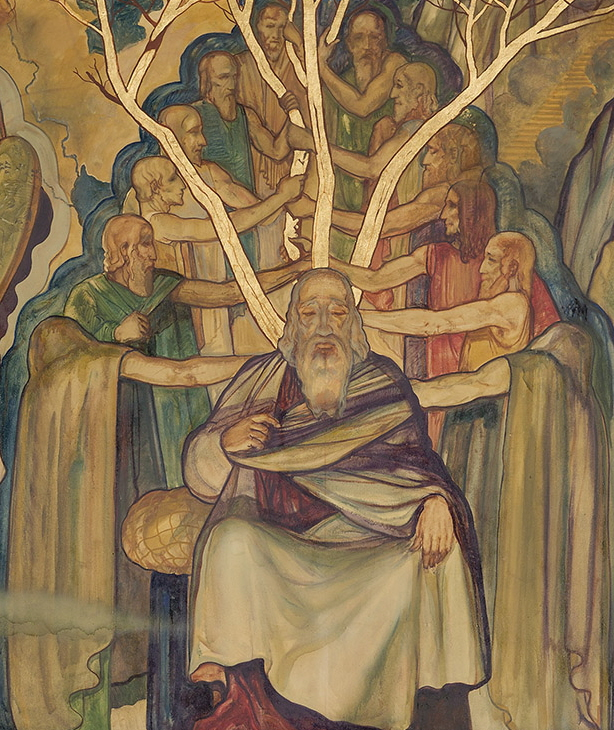
Wandgemälde (Detail) am Wilshire Boulevard Temple, Los Angeles, aus: Hugo Ballin's Los Angeles von Caroline Luce

Hugo Ballin studierte an der Art Students League of New York und wurde 1906 Mitglied der National Academy of Design. 1909 heiratete er die Schauspielerin Mabel Croft Ballin. Hugo Ballin begann seine Karriere als klassisch ausgebildeter Künstler und schuf 26 Wandgemälde für das Wisconsin State Capitol. 1917 wechselte er in die Filmindustrie und arbeitete für Goldwyn Pictures als Art Director und Production Designer. 1921 zog er nach Los Angeles und gründete seine eigene Produktionsfirma, für die er Stummfilme schrieb, produzierte und inszenierte. Mit dem Aufkommen des Tonfilms kehrte Hugo Ballin zur Malerei zurück und wurde zu einem der führenden Wandmaler in Los Angeles. Seine Werke sind unter anderem im Griffith Observatory, im Wilshire Boulevard Temple, im Los Angeles County-USC Medical Center und im Rathaus von Burbank zu sehen. Sein Stil zeichnet sich durch die Darstellung klassischer Themen und die Feier des wissenschaftlichen Fortschritts aus.